# Shepherd's Bush Market (stanice metra v Londýně)
Shepherd's Bush Market je stanice londýnského metra, otevřená 13. června 1864 jako Shepherd's Bush. 1. dubna 1914 byla stanice přesunuta a 12. října 2008 přejmenována na současné jméno. V okolí stanice je např. Bush Theatre a Shepherd's Bush Empire. Autobusovou dopravu zajišťují linky: 207, 260, 283 and 607 a noční linka N207. Stanice se nachází v přepravní zóně 2 a leží na linkách:
- Circle Line a Hammersmith & City Line mezi stanicemi Goldhawk Road a Wood Lane.

V letech 1877-1906 ležela stanice na lince Metropolitan Line.
Původní stanice Shepherd's Bush byla uzavřena v roce 1914 a byla nahrazena dvěma novými stanicemi, které byly otevřeny 1. dubna 1914: nová stanice Shepherd's Bush se nacházela kousek na sever přes Uxbridge Road a Goldhawk Road asi půl kilometru na jih ] Tyto stanice zůstaly na těchto místech, ale z budov bývalé stanice na Market Square nezbylo nic.
| Rok  | Počet cestujících |
| ---- | ----------------- |
| 2011 | 3,00 mil          |
| 2012 | 3,26 mil          |
| 2013 | 3,44 mil          |
| 2014 | 3,66 mil          |